# 海上自衛隊の陸上施設一覧
海上自衛隊の陸上施設一覧（かいじょうじえいたいのりくじょうしせついちらん）は、日本の海上自衛隊における部隊および機関が在所する施設の一覧である。

## 横須賀警備区
- 横須賀基地（神奈川県横須賀市）

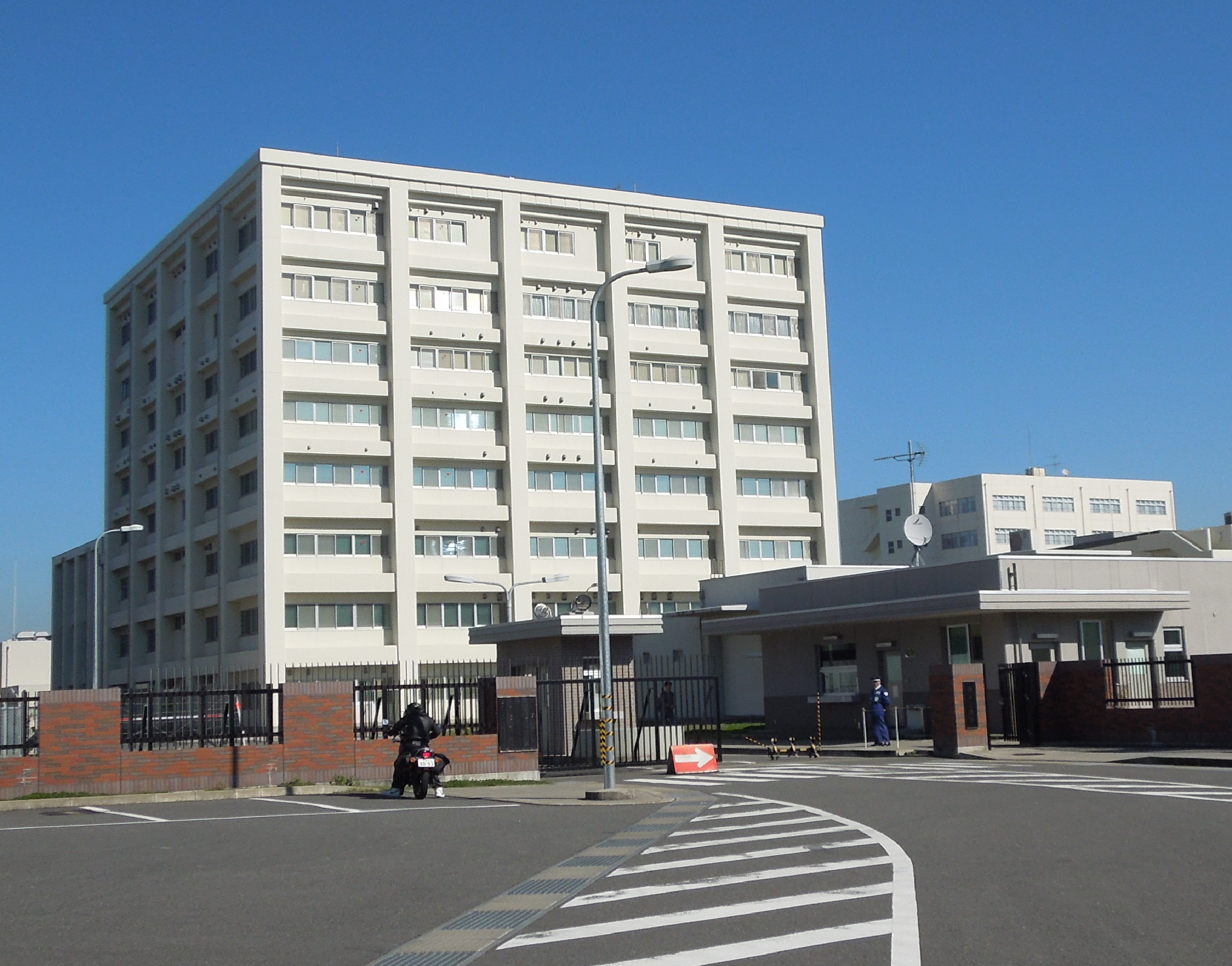
潜水医学実験隊

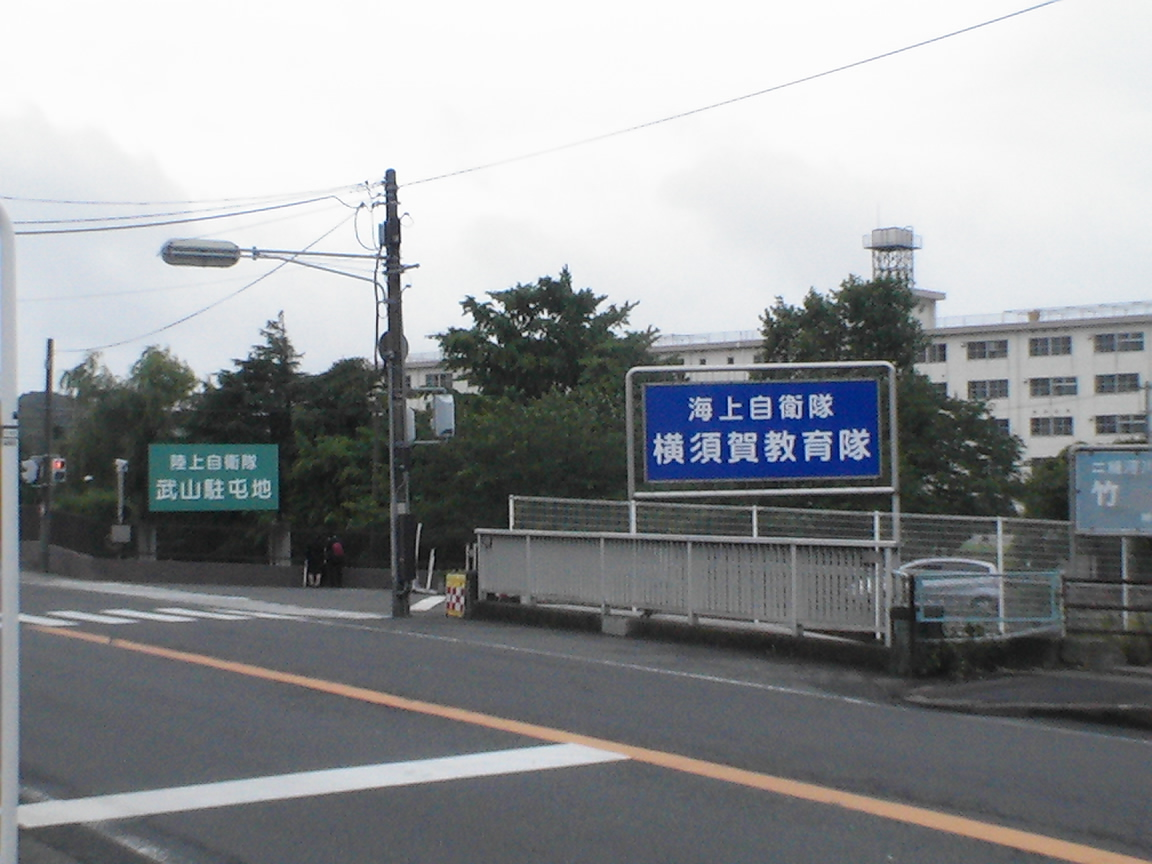
横須賀教育隊

  - 船越地区（横須賀市船越町）：自衛艦隊司令部、潜水艦隊司令部、開発隊群、横須賀衛生隊第3衛生科等
  - 西逸見地区（横須賀市西逸見町）：横須賀地方総監部、第1護衛隊群等
  - 長浦地区（横須賀市長浦町1-43）：横須賀基地業務隊、横須賀衛生隊等
  - 新井地区（横須賀市長浦町1-1555）：海上訓練指導隊群（司令部、横須賀海上訓練指導隊）、横須賀潜水艦教育訓練分遣隊、横須賀警備隊、横須賀弾薬整備補給所等
  - 楠ケ浦地区（横須賀市楠ケ浦）：第2潜水隊群、対潜資料隊等
  - 田浦地区（横須賀市田浦港町）：第2術科学校、艦船補給処、潜水医学実験隊、横須賀造修補給所工作部・資材部
  - 自衛隊横須賀病院（横須賀市田浦港町1766-1）
  - 横須賀消磁所（横須賀市泊町）
  - 武山地区（横須賀市御幸浜）：横須賀教育隊、横須賀音楽隊、横須賀衛生隊第2衛生科
  - 観音崎地区（横須賀市鴨居）：観音崎礼砲台
- 市ヶ谷地区（東京都新宿区）
- 十条地区（東京都北区）：補給本部
- 目黒地区（東京都目黒区）：幹部学校
- 東立川地区（東京都立川市）：東京音楽隊
- 父島基地（東京都小笠原村父島）
- 厚木航空基地（神奈川県綾瀬市）：航空集団司令部、第4航空群、第51航空隊等
  - 硫黄島航空基地（東京都小笠原村硫黄島）
  - 南鳥島航空基地（東京都小笠原村南鳥島）
- 下総航空基地（千葉県柏市）：教育航空集団司令部、第3術科学校等
- 館山航空基地（千葉県館山市）：第21航空群司令部
- 木更津地区（千葉県木更津市）：航空補給処
- 市原送信所（千葉県市原市）
- 飯岡受信所（千葉県旭市）

### 旧大湊警備区
- 大湊基地（青森県むつ市）
  - 大湊造修補給所（大湊町1-22）
  - 大湊海上訓練指導隊（大湊町1-22）
  - 大湊警備隊（大湊町2-50）
  - 大湊基地業務隊（大湊町2-50）
  - 大湊音楽隊（大湊町2-50）
  - 大湊衛生隊（大湊町2-50）
  - 大湊地方警務隊（大湊町2-50）
  - 大湊地方総監部（大湊町4-1）
  - 大湊システム通信隊（大湊町4-1）
  - 大湊衛生隊診療所（大湊町14-47）
  - 大湊弾薬整備補給所（大字大湊字石橋25）
- 大湊航空基地（大字城ヶ沢字早崎2）
  - 第25航空隊
- 函館地区（北海道函館市大町10-3）
  - 函館基地隊
- 稚内地区（北海道稚内市恵比須5丁目2-1）
  - 稚内基地分遣隊
- 松前地区（北海道松前郡松前町字建石53）
  - 松前警備所
- 余市地区（北海道余市郡余市町港町番外地）
  - 余市防備隊
- 八戸航空基地（青森県八戸市大字河原木字髙館）
  - 第2航空群
  - 機動施設隊
- 竜飛地区（青森県東津軽郡外ヶ浜町字三厩龍浜54）
  - 竜飛警備所
- 下北地区（青森県下北郡東通村大字小田野沢字荒沼65）
  - 下北海洋観測所

## 舞鶴警備区
- 舞鶴基地（京都府舞鶴市）
  - 舞鶴地方総監部（舞鶴市字余部下）
  - 第4術科学校（舞鶴市字余部下）
  - 舞鶴教育隊（舞鶴市字泉源寺）
  - 舞鶴警備隊（舞鶴市字浜）
  - 舞鶴造修補給所（舞鶴市字北吸）
  - 第3護衛隊群（舞鶴市字北吸）
  - 舞鶴弾薬整備補給所（舞鶴市字余部下）
  - 舞鶴衛生隊診療所（舞鶴市字泉源寺知中）
- 舞鶴航空基地（舞鶴市字長浜）
- 新潟基地（新潟県新潟市東区）

## 呉警備区
- 呉基地（広島県呉市）

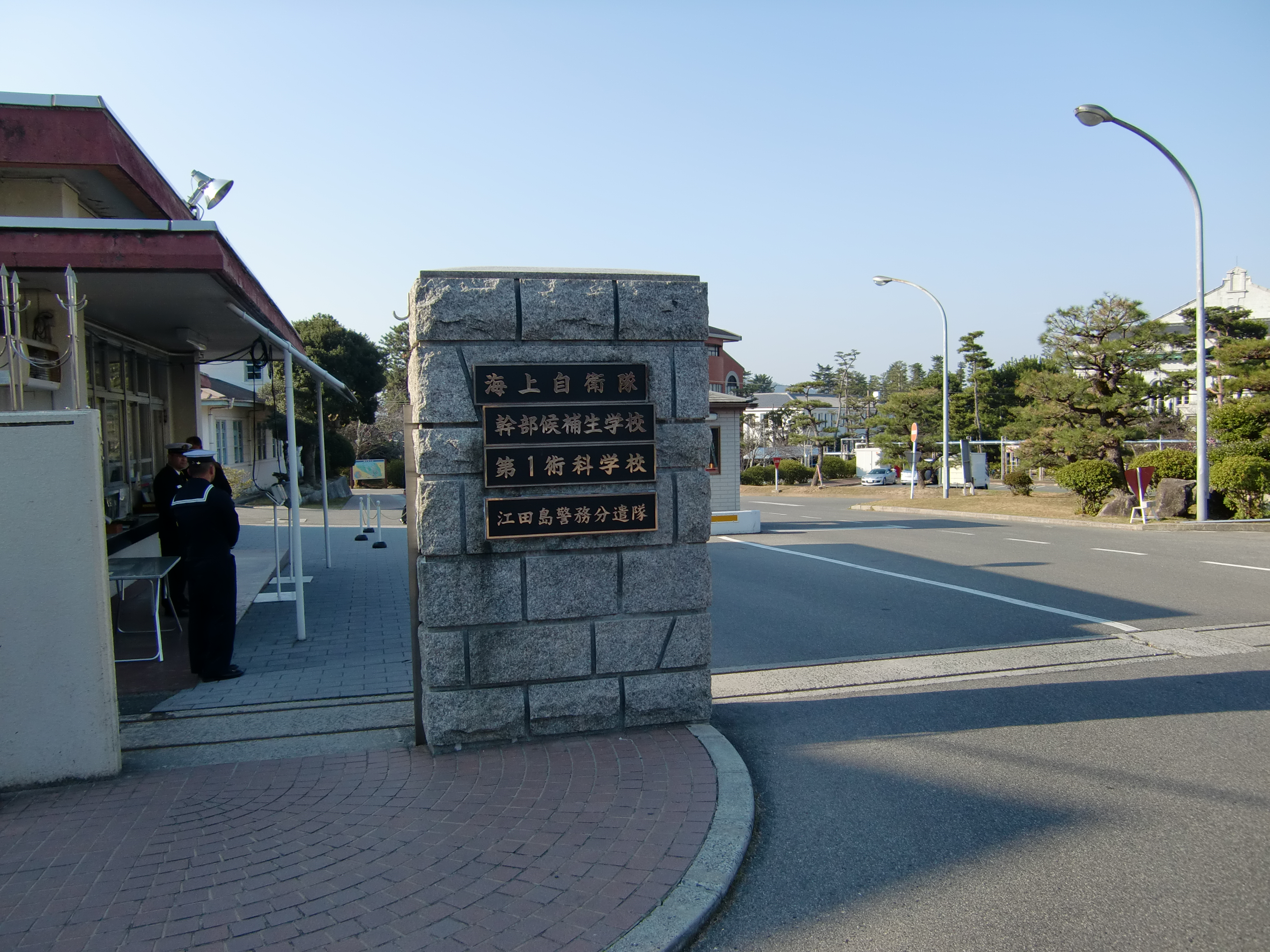
海自幹候校及び第1術科学校入口　（正確には「裏門」。正門は江田島湾へのポンツーンの「表桟橋（おもてさんばし）」が該当する）
（江田島市）

  - 幸地区（呉市幸町）：呉地方総監部（幸町8-1）、呉警備隊（幸町7-1）、呉教育隊（幸町1-1）、第4護衛隊群
  - 昭和地区（呉市昭和町）：第1潜水隊群、潜水艦教育訓練隊、呉造修補給所、練習艦隊、自衛隊呉病院等
  - 吉浦地区（呉市吉浦町）：呉造修補給所貯油所
- 江田島地区
  - 海上自衛隊第1術科学校（広島県江田島市江田島町番外地）
    - 第1術科学校総務部衛生課医務室（自衛隊呉病院の設置までは自衛隊江田島病院）
    - 教育参考館：1936年に建築された鉄筋コンクリート造りの建物であり、東郷平八郎、ホレーショ・ネルソン、ジョン・ポール・ジョーンズ、山本五十六の遺髪、海軍将校の書、特攻隊員の遺書など、1万点を超える資料が保存されている。敷地内には、真珠湾攻撃でも使用された特殊潜航艇「甲標的」、戦艦「大和」 の主砲砲弾、戦艦「陸奥」の砲塔（終戦後に中は爆破処理されている）が展示されている。

  - 海上自衛隊幹部候補生学校（広島県江田島市江田島町番外地）
  - 第31航空群標的機整備隊（大原地区。広島県江田島市江田島町大原）
  - 特別警備隊
  - 呉造修補給所エアクッション艇整備所
  - 呉弾薬整備補給所（切串地区。正式な住所は江田島市江田島町切串）」
- 阪神基地隊（兵庫県神戸市東灘区）
  - 由良基地分遣隊（和歌山県日高郡由良町）
  - 仮屋磁気測定所（兵庫県淡路市）
- 岩国航空基地（山口県岩国市）
- 徳島航空基地（徳島県板野郡松茂町）
- 小松島航空基地（徳島県小松島市）
- 佐伯基地（大分県佐伯市）
- えびの送信所（宮崎県えびの市）

## 佐世保警備区
- 佐世保基地（長崎県佐世保市）

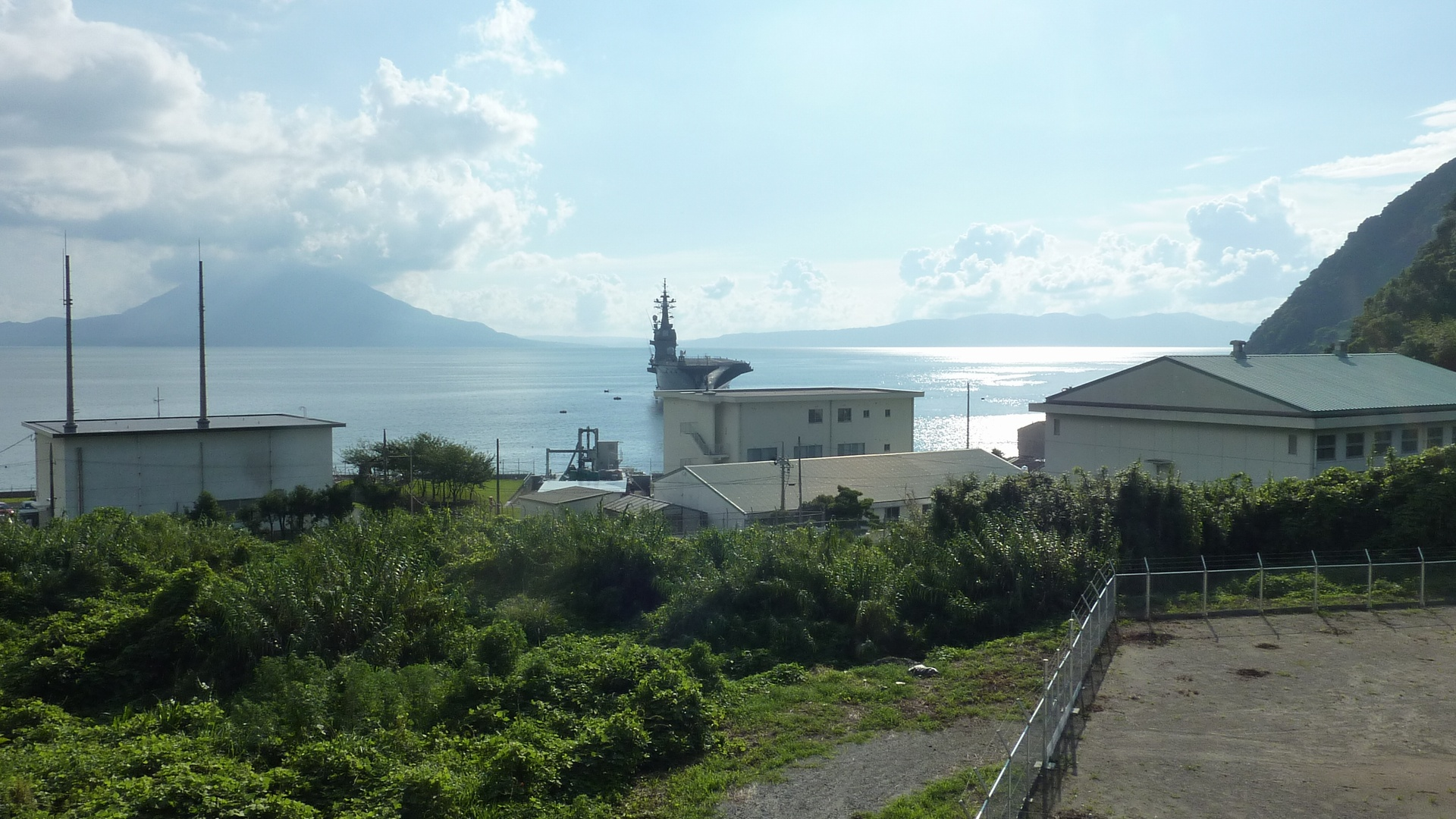
鹿児島音響測定所

  - 平瀬地区（佐世保市平瀬町）：佐世保地方総監部、佐世保システム通信隊、佐世保衛生隊診療所
  - 立神地区（佐世保市立神町）：佐世保造修補給所
  - 干尽地区（佐世保市干尽町）：第2護衛隊群、佐世保海上訓練指導隊、第2掃海隊、佐世保基地業務隊等
  - 崎辺地区（佐世保市崎辺町）：佐世保教育隊、佐世保警備隊、佐世保磁気測定所、佐世保弾薬整備補給所等
- 大村航空基地（長崎県大村市）
- 対馬防備隊（長崎県対馬市美津島町）
  - 上対馬警備所（対馬市上対馬町）
  - 下対馬警備所（対馬市厳原町）
  - 壱岐警備所（壱岐市）
- 下関基地（山口県下関市）
- 小月航空基地（山口県下関市）
- 鹿屋航空基地（鹿児島県鹿屋市）
- 鹿児島音響測定所（鹿児島県霧島市）[1]
- 奄美基地（鹿児島県大島郡瀬戸内町）
- 那覇航空基地（沖縄県那覇市）
- 沖縄基地（沖縄県うるま市）

## 海外
- 派遣海賊対処行動航空隊基地（ジブチ共和国） - 2011年完成[2]

## 廃止された施設
- 徳山連絡所（山口県徳山市）：2006年（平成18年）4月3日廃止。
- 淡路警備所（兵庫県洲本市）：1975年（昭和50年）12月1日廃止。
- 紀伊警備所（和歌山県日高郡美浜町）：2013年（平成25年）6月3日廃止。

### 在日米軍関連
- アメリカ空軍基地の一覧#アメリカ国外 - 在日米空軍の基地 (三沢・横田・嘉手納空軍基地 他)
- アメリカ海軍の陸上施設一覧#アメリカ国外 - 在日米海軍基地 (横須賀・佐世保海軍施設、厚木海軍航空施設 他)
- アメリカ海兵隊の陸上施設一覧#アメリカ国外 - 在日米海兵隊基地 (岩国・普天間海兵隊航空基地 他)
- 都道府県別の全ての米軍施設規模と都道府県別の米軍施設
- Category:在日米軍基地